# Northrop Grumman RQ-4 Global Hawk
Northrop Grumman RQ-4 Global Hawk daljinski je upravljan nadzorni zrakoplov iz 1990-ih do 2020-ih. U početku ga je dizajnirao Ryan Aeronautical (sada dio Northrop Grummana ), a tijekom razvoja bio je poznat kao Tier II+. RQ-4 pruža široki pregled i sustavni nadzor korištenjem sintetičkog radara visoke rezolucije (SAR) i elektrooptičkih/infracrvenih (EO/IR) senzora s dugim vremenima nadzora nad ciljanim područjima. Može istražiti čak 100.000 km2 terena po danu, površine veličine Južne Koreje ili Islanda.
Global Hawkom upravljaju Zračne snage Sjedinjenih Država (USAF). Koristi se kao platforma dugotrajne izdržljivosti na velikoj visini (HALE) koja pokriva spektar sposobnosti prikupljanja obavještajnih podataka za podršku snagama u vojnim operacijama širom svijeta. Prema USAF-u, superiorne mogućnosti nadzora zrakoplova omogućuju preciznije ciljanje oružja i bolju zaštitu prijateljskih snaga.
Prekoračenje troškova dovelo je do toga da je prvotni plan nabave 63 zrakoplova smanjen na 45, te do prijedloga iz 2013. da se 21 varijanta obavještajnih signala Block 30 stavi na čuvanje. Početna cijena svakog od prvih 10 zrakoplova bila je 10 milijuna USD 1994. Do 2001. to je poraslo na 60,9 milijuna američkih dolara, a zatim na 131,4 milijuna dolara u 2013. Američka mornarica razvila je Global Hawk u platformu za pomorski nadzor MQ-4C Triton. Od 2022., američko ratno zrakoplovstvo planira umiroviti svoje Global Hawke u 2027.

## Dizajn

### Pregled
Sustav UAV Global Hawk sastoji se od letjelice RQ-4, koja je opremljena različitom opremom kao što su paketi senzora i komunikacijski sustavi i zemaljski element koji se sastoji od elementa za lansiranje i oporavak (LRE) i elementa kontrole misije (MCE) sa zemaljskom komunikacijskom opremom. Svaki RQ-4 pokreće turboventilatorski motor Allison Rolls-Royce AE3007H s 31.4 kN potiska i nosi nosivost od 910 kilograma. Trup ima aluminijsku polu-monokok konstrukciju s V-repom, krila su izrađena od kompozitnih materijala.
Bilo je nekoliko iteracija Global Hawka s različitim značajkama i mogućnostima. Prva inačica koja se operativno koristila bila je RQ-4A Block 10, koja je izvodila optički nadzor (IMINT) s 910 kg tereta; radar sa sintetičkom aperturom (SAR) s elektrooptičkim (EO) i infracrvenim (IR) senzorima. Isporučeno je sedam A-modela Block 10 i svi su povučeni do 2011. RQ-4B Block 20 bio je prvi B-model Global Hawks, koji ima više od 1400 kg nosivosti i koristi nadograđene SAR i EO/IR senzore. Četiri Block 20 pretvorena su u komunikacijske releje s korisnim opterećenjem Battlefield Airborne Communications Node (BACN).
RQ-4B Block 30 je sposoban prikupljati podatke (multi-INT) sa SAR i EO/IR senzorima zajedno s Airborne Signals Intelligence Payload (ASIP), SIGINT senzorom širokog spektra. RQ-4B Block 40 opremljen je radarom s aktivnom elektroničkom skeniranom mrežom (AESA) s programom umetanja višeplatformske radarske tehnologije (MP-RTIP), koji pruža podatke o SAR-u i indikaciji pokretnih ciljeva (MTI) za široko područje nadzora stacionarnih i pokretne mete.
Budući da je RQ-4 sposoban izvesti letove u trajanju do 30 sati, planirano održavanje mora se obaviti ranije nego na drugim zrakoplovima s manjom izdržljivošću. Međutim, budući da leti na većim visinama od normalnih zrakoplova, manje se troši tijekom leta.
Zemaljski segment sastoji se od elementa kontrole misije (MCE) i elementa za lansiranje i oporavak (LRE), koje osigurava Raytheon. MCE se koristi za planiranje misije, zapovijedanje i kontrolu te obradu slike a LRE za kontrolu lansiranja i povratka te sadrži prateću opremu za podršku na zemlji. LRE pruža precizne diferencijalne GPS korekcije za navigacijsku točnost tijekom polijetanja i slijetanja, dok se precizno kodirani GPS dopunjen inercijskim navigacijskim sustavom koristi tijekom izvršenja misije. Imajući odvojive elemente u zemaljskom segmentu, MCE i LRE mogu djelovati na zemljopisno odvojenim lokacijama, a MCE se može rasporediti s primarnim eksploatacijskim mjestom podržanog zapovjedništva. Oba zemaljska segmenta nalaze se u vojnim skloništima s vanjskim antenama za izravnu vidljivost i satelitsku komunikaciju.

## Varijante
RQ-4A
Početna proizvodna verzija za USAF, izgrađeno 16.
RQ-4B
Poboljšana verzija s povećanom nosivošću, rasponom krila povećanim na 39,9 m, a duljina povećana na 14,5 m. Zbog povećane veličine i nosivosti domet je smanjen na 16,100 km.
RQ-4D Phoenix
NATO verzija za nadzor područja (AGS).
RQ-4E Euro Hawk
Verzija za Bundeswehr temeljena na RQ-4B i opremljena EADS izviđačkim teretom za SIGINT. Njemačka je otkazala svoju narudžbu u svibnju 2013.; isporučen je jedan od pet prvotno naručenih Euro Hawka.
MQ-4C Triton
Za USN Broad Area Maritime Surveillance (BAMS) ulogu; prethodno poznat kao RQ-4N; 4 naručena, 68 ukupno planirano.
EQ-4B
Opremljen sustavom Battlefield Airborne Communications Node (BACN).
KQ-X
Predložena varijanta autonomnog tankera.

## Specifikacije (RQ-4B blok 30/40)
- Posada: 0 na brodu (3 daljinska: pilot elementa za lansiranje i oporavak (LRE); pilot elementa kontrole misije (MCE) i operater senzora)
- Kapacitet: 1360 kg
- Duljina: 14,5 m
- Raspon krila: 39,9 m
- Visina: 4,7 m
- Prazna težina: 6.781 kg
- Pogon: 1 × Rolls-Royce F137-RR-100 turboventilatorski motor, potisak od 34 kN

Performanse
- Najveća brzina: 629 km/h
- Brzina krstarenja: 570 km/h
- Domet: 22.800 km, 12.300 nmi
- Izdržljivost: 34+ sata
- Gornja granica leta: 18.000 m